# عرب هايتي
عرب هايتي هم فئة من مواطيني دولة هايتي، وهم فئة ليست بكبيرة، الأغلبية تعود أصولهم من لبنان، وسوريا وهم يشكلون الجالية العربية الكبرى من الشعب الهايتي، مع العلم أن هناك عدد لا يستهان به من فلسطين.
يعتبر عرب هايتي من ضمن الطبقة الراقية في المجتمع الهايتي، ورغم ذلك فإنهم لايختلطون كثيرا بالشعب ويبقون منعزلين عن عامة الشعب الهايتي سواء كانوا من العرق الأبيض أو من متعددي الأعراق (Multiracial)، وقد كان هذا نتاج عدة سنوات من تجنب الهايتين السود الفقراء لهم وكل ذلك بسبب انتمائهم إلى طبقة «النخبة».
لقد برز عرب هايتي في قطاع الأعمال ونتيجة لذلك، ان نسبة كبيرة منهم إتسقرت وعملت في (Port-au-Prince)العاصمة الهايتية التي تعتبر أكبر المدن في هايتي. بالنسبة للطبقة الوسطى من عرب هايتي فهم يمتلكون المتاجر الكبرى في المدينة.
العرب الأوائل في هايتي قد وصلوا إلى الشواطيء الكاريبية في منتصف وأواخر القرن التاسع عشر، وفي تلك الفترة كان المهاجرون من ألمانيا وإيطاليا يسيطرون على قطاع الأعمال في هايتي، هاجر العديد منهم إلى الريف حيث كانوا يمارسون «البيع والشراء التجوالي» بشكل غير رسمي. في أثناء الحرب العالمية الأولى التي وقعت عندما كان لبنان جزءا من ألمانيا المتحالفة مع الدولة العثمانية، أدى ذلك إلى الهجرة اللبنانية إلى الأمريكتين، وهذا ما أدى إلى دخول البنانيين إلى هايتي. أيضا قد استقبلت هايتي العديد من اللاجئين الفلسطينيين أثناء الصراع العربي الإسرائيلي وكان ذلك خلال الأربعينات من القرن العشرين، وفي هذه الفترة الزمنية، قد أصبح الوجود العربي الكبير ملحوظا وبشدة.